# Roodrugspin
De roodrugspin (Latrodectus hasselti) is een giftige spin die van nature in Australië voorkomt. Samen met de katipo, waarmee hij erg nauw verwant is, de zwarte weduwe en andere weduwen (Latrodectus), behoort de roodrugspin tot de familie van de kogelspinnen (Theridiidae); deze kunnen dodelijk voor mensen zijn. De soortaanduiding hasselti is afgeleid van A.W.M. van Hasselt, een collega van de ontdekker Tamerlan Thorell. Kogelspinnen van het geslacht Steatoda worden vaak ten onrechte aangezien voor weduwen, wat ze de naam valse weduwen heeft gegeven.

## Kenmerken
Het vrouwtje van de roodrugspin is makkelijk herkenbaar aan haar zwarte lijf, met de karakteristieke oranjerode zandloper ventraal op het abdomen, en een ietwat grillige oranjerode dorsaalstreep lopend in de lengterichting. Deze streep heeft naar de voorkant toe een punt, met even daarvoor vaak een vernauwing waardoor een ruitvorm kan ontstaan. Vanwege het grote contrast kan op frontaal genomen foto's de illusie worden gewekt dat er twee ruitvormen te zien zijn. Bij sommige roodrugspinnen is er geen zandloper te zien, of is de rugstreep niet meer dan wat vlekjes. Het juveniele vrouwtje is een bonte verschijning, met naast het zwart en rood ook nog eens witte en oranje tot bruine tekening op poten en lijf.
De lichaamslengte van volwassen vrouwtjes is ongeveer 10 millimeter, met vrij lange, krachtige, slanke poten waarvan de voorste twee het langst zijn, ongeveer 30 mm (volledig gestrekt). De mannetjes, die volledig bruin zijn, zijn een heel stuk kleiner: ongeveer 3 tot 4 mm, en hebben naar verhouding langere poten. Na de paring eet het vrouwtje het mannetje meestal op. Zo niet, gaat het mannetje meestal alsnog snel dood vanwege de bijtwonden van het vrouwtje, of sterft het een natuurlijke dood. Het mannetje leeft hooguit nog twee maanden verder, maar is nu onvruchtbaar.

## Web
Het web van de roodrugspin is onregelmatig en ogenschijnlijk chaotisch gebouwd. Het bestaat uit erg stevig en dik spinnendraad, dat is vastgemaakt aan allerlei voorwerpen. De sterkte van de vangdraden is zo groot dat zelfs kleine gewervelden ten prooi kunnen vallen. De verwante zwarte weduwe stond jarenlang bekend om het hebben van het sterkste spinsel ter wereld, tot de ontdekking van  Caerostris darwini. Soms maakt het vrouwtje een soort tunnelconstructie, om de eierzak in te bewaren.

## Voedsel
Roodrugspinnen, net als de andere kogelspinnen, eten voornamelijk kleiner gedierte dat makkelijk in het web verstrikt raakt, maar vangen ook prooien die vele malen groter zijn dan zijzelf: kevers, valdeurspinnen, en zelfs kleine gewervelden zoals muizen, hagedissen, en slangen. Dit soort grote prooien ziet men ook bij andere Latrodectus-soorten , zoals de bruine weduwe, en kan verklaard worden door de combinatie van zeer sterk spinsel en zeer krachtig gif; iets waar alle weduwen om bekend staan.

## Verspreiding
De oorsprong van de spin is lang onduidelijk geweest, en er werd vanwege de eerste officiële beschrijvingen uit 1870 aangenomen dat de spin geïntroduceerd was, omdat populaties zich ophielden rond havens. Maar er zijn nu documenten uit 1850 gevonden waarin de soort al beschreven werd en aanwezig was ruim voor de Europese kolonisering. De roodrugspin was dus al in Australië voor de Europeanen er waren en is mogelijk verder verspreid geraakt dankzij menselijke activiteit gedurende de 19de eeuw. Ook heeft onderzoek aangetoond dat de roodrugspin het nauwst verwant is aan de Nieuw-Zeelandse katipo, waarmee hij zelfs kan paren, wat bijzonder is onder spinnen van verschillende soorten omdat de anatomie dit gewoonlijk niet toelaat (vergelijkbaar met sleutel en slot). Roodrugspinnen worden nu overal in Australië aangetroffen, en als invasieve soort in een aantal andere landen, en worden meestal aangetroffen in de nabijheid van steden en dorpen. Ze bouwen hun web op droge en afgeschermde plaatsen, meestal zo donker mogelijk.

## Gif
Het gif van de roodrugspin kan dodelijk zijn voor de mens. Na een beet begint de plek van de spinnenbeet pijn te doen en komen er rode kringen omheen. Vervolgens zorgt het gif voor hoofdpijn en overgeven. In de laatste fase kan men verlamd raken en beginnen de organen uit te vallen, wat uiteindelijk tot de dood leidt. Maar sinds de ontwikkeling van een tegengif in 1953 is er slechts één geval bekend van een dodelijke afloop na een beet van deze spin. Ook zijn er voorvallen waarbij na een beet weinig werd gemerkt.
In Australië sterven meer mensen aan een auto-ongeluk of een allergische reactie op een bijensteek dan aan de beet van een giftige inheemse spin.

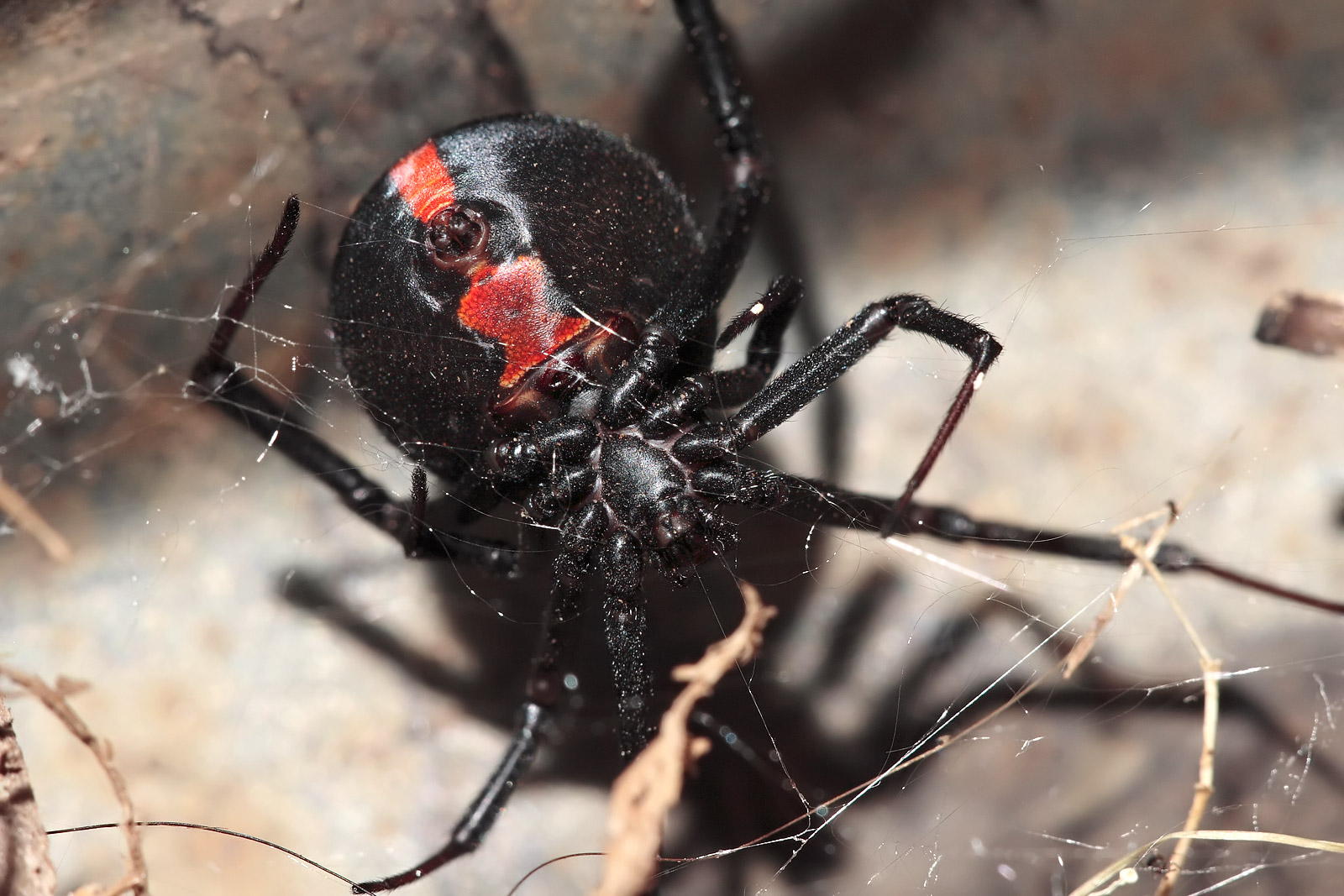
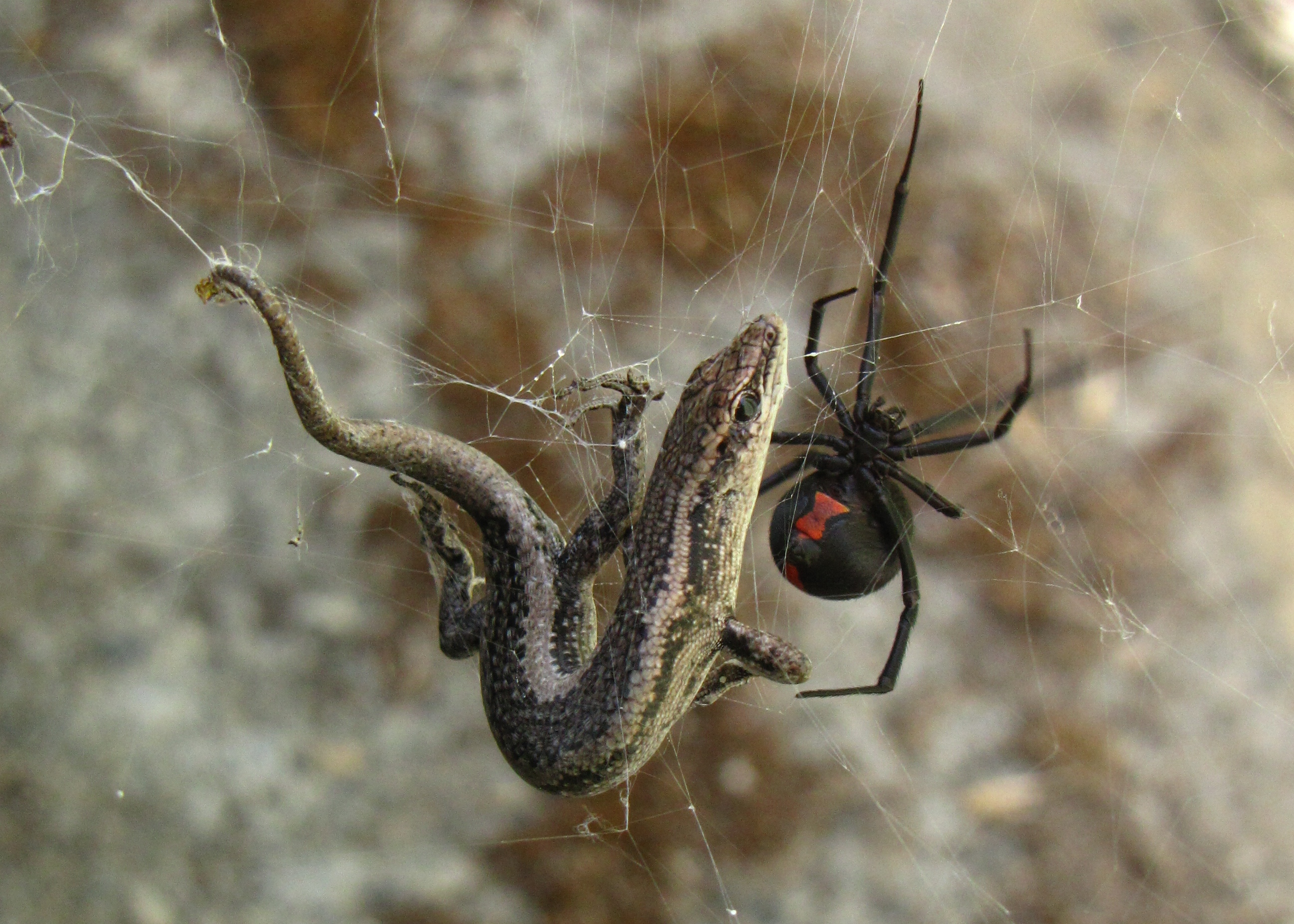
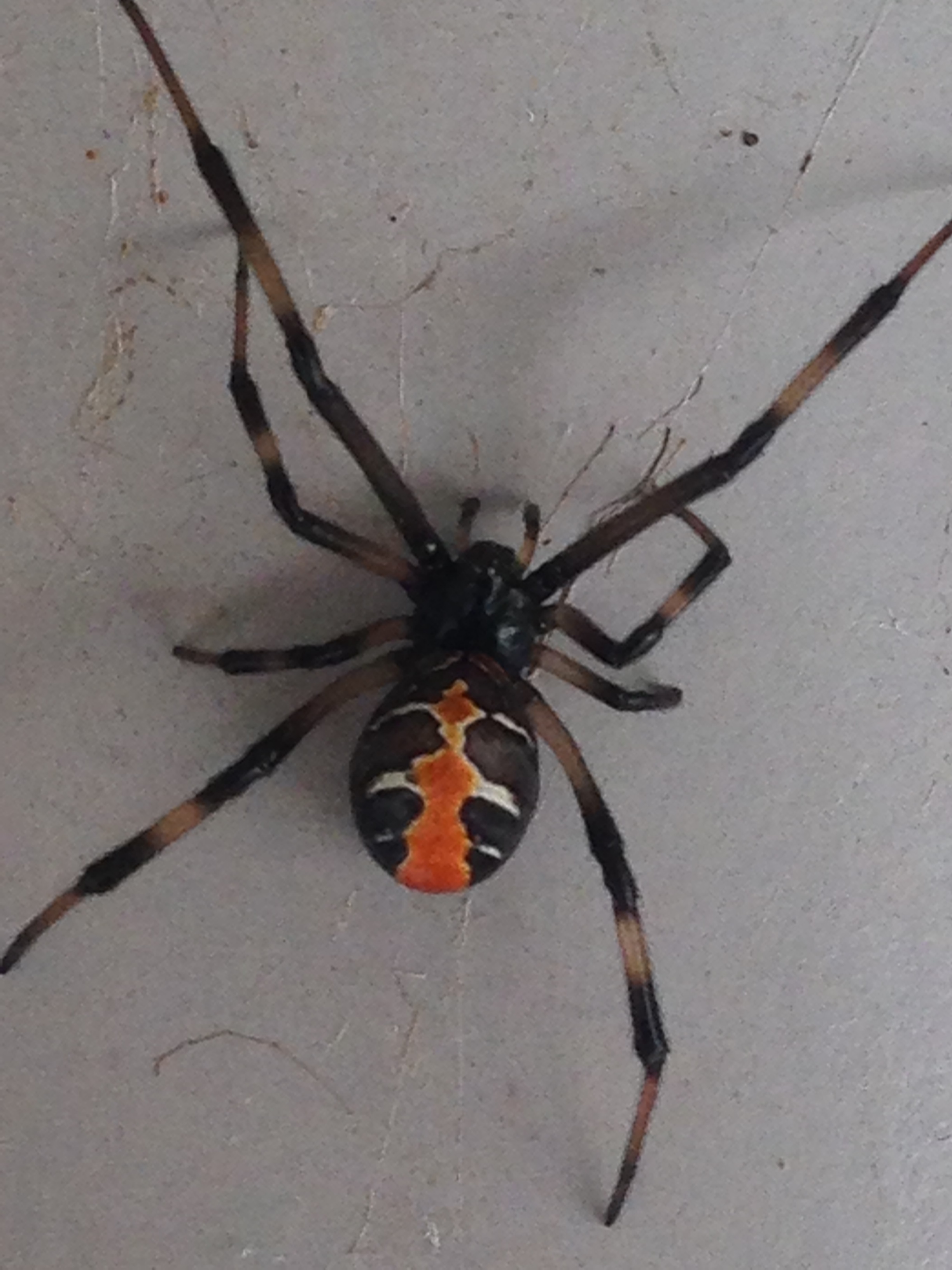
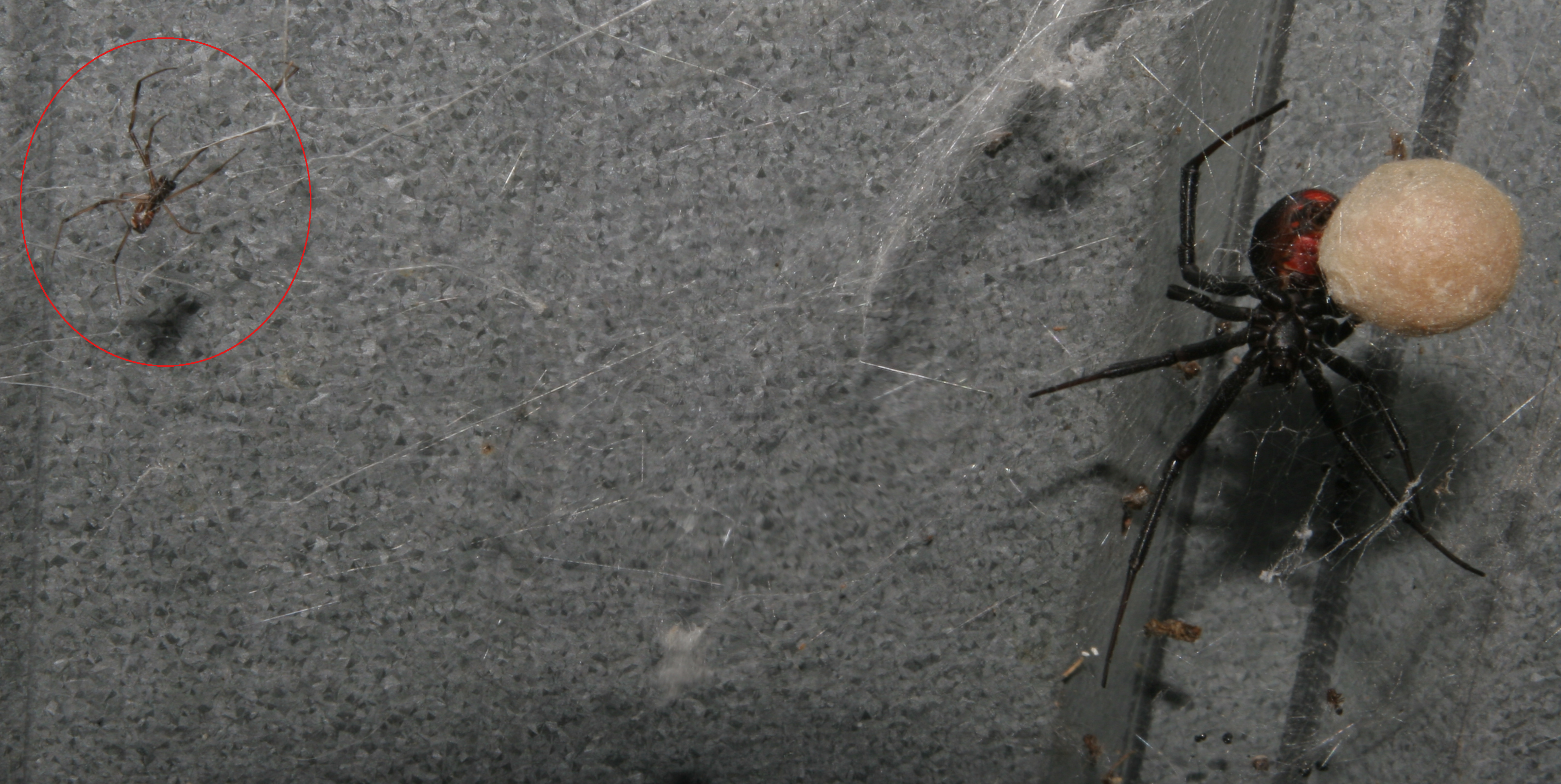